# Chutney (muziekstijl)
Chutney  (Caraïbisch-Hindoestani: चटनी, چٹنی) is een Caraïbische muziekstijl die zijn oorsprong vindt in Indiase volksmuziek met invloed van andere Caraïbische muziekgenres.
Chutney ontwikkelde zich in Trinidad en Guyana en kent zijn oorsprong in de Bhojpuri volksmuziek in Bihar, India, die naar deze regio werd meegebracht door  Hindoestanen. Hier vermengde het zich met stijlen als calypso en soca. Een belangrijke vroege artiest in dit genre uit Suriname was Dropati, die in Guyana en Trinidad wel de Godmother van de chutney wordt genoemd.
Oorspronkelijk was het aantal muziekinstrumenten die in chutney worden bespeeld beperkt tot het (draagbare) harmonium dat voor de melodie zorgt, de dholak voor de percussie en de dantaal die het ritme bepaalt. In de loop van de jaren is het aantal mogelijke muziekinstrumenten sterk uitgebreid.